# Agrochola supracastanea
Agrochola supracastanea är en fjärilsart som beskrevs av Ramon Agenjo Cecilia 1951. Agrochola supracastanea ingår i släktet Agrochola och familjen nattflyn. Inga underarter finns listade i Catalogue of Life.